# Pat Daniels
Pat Daniels (Billie Jo Patricia Daniels, in erster Ehe Winslow, in zweiter Ehe Bank, in dritter Ehe Connolly; * 1. September 1943 in Santa Monica) ist eine ehemalige US-amerikanische Fünfkämpferin, Mittelstreckenläuferin und Weitspringerin.

## Karriere
Bei den Olympischen Spielen wurde sie 1960 in Rom im 800-Meter-Lauf im Vorlauf disqualifiziert. 1964 in Tokio wurde sie Siebte im Fünfkampf.
Ebenfalls im Fünfkampf siegte sie bei den Panamerikanischen Spielen 1967 in Winnipeg und wurde Sechste bei den Olympischen Spielen 1968 in Mexiko-Stadt.
Achtmal wurde sie US-Meisterin im Fünfkampf (1961–1967, 1970), zweimal über 800 m bzw. 880 Yards (1960, 1961) und einmal im Weitsprung (1967).
In dritter Ehe war sie mit Hammerwurf-Olympiasieger Hal Connolly verheiratet. In den 1980er Jahren trainierte sie die Sprint-Olympiasiegerin Evelyn Ashford.

## Persönliche Bestleistungen
- 200 m: 24,0 s,  30. Juli 1967, Winnipeg
- 800 m: 2:13,1 min, 19. Juli 1961, Stuttgart
- 80 m Hürden: 11,4 s, 1970
- Hochsprung: 1,71 m, 10. Juni 1967, Sacramento
- Weitsprung: 6,25 m, 2. Juli 1967, Santa Barbara
- Kugelstoßen: 14,07 m, 1971
- Fünfkampf: 4880 Punkte, 16. Oktober 1967, Mexiko-Stadt

## Veröffentlichungen
- Coaching Evelyn: Fast, Faster, Fastest Woman in the World. HarperCollins, 1991, ISBN 0060212829